# Mitglieder der Württembergischen Landstände 1906 bis 1912
Diese Liste umfasst die Mitglieder der Württembergischen Landstände des Königreichs Württemberg in der Wahlperiode von 1906 bis 1912.
Während dieser Wahlperiode tagte der 37. ordentliche Landtag vom 7. Februar 1907 bis zum 16. Juli 1910 und der 38. ordentliche Landtag vom 13. Januar 1911 bis zum 5. Oktober 1912.

## Mitglieder der Württembergischen Kammer der Standesherren (Erste Kammer)
37. Landtag (7. Februar 1907 bis 16. Juli 1910):

 Präsident: Graf Otto von Rechberg und Rothenlöwen zu Hohenrechberg

Vizepräsident: Fürst Johannes zu Hohenlohe-Bartenstein und Jagstberg
38. Landtag  (13. Januar 1911 bis 5. Oktober 1912):

Präsident: Fürst Johannes zu Hohenlohe-Bartenstein und Jagstberg

Vizepräsident: Fürst Georg von Waldburg zu Zeil und Trauchburg

### Prinzen des Hauses Württemberg
- Herzog Philipp von Württemberg
- Herzog Albrecht von Württemberg
- Herzog Robert von Württemberg
- Herzog Ulrich von Württemberg

### Standesherren
- Fürst Alexis zu Bentheim und Steinfurt, bzw. stellvertretend dessen Sohn Viktor Adolf, Erbprinz zu Bentheim
- Graf Wilhelm Karl  von  Bentinck und Waldeck-Limpurg († 1912)
- Fürst Max Egon II. zu Fürstenberg (nie persönlich anwesend)
- Fürst Johannes zu Hohenlohe-Bartenstein und Jagstberg
- Fürst Hermann zu Hohenlohe-Langenburg, bzw. stellvertretend dessen Sohn Ernst zu Hohenlohe-Langenburg
- Fürst Christian Kraft zu Hohenlohe-Öhringen, bzw. stellvertretend dessen Bruder Max, Prinz zu Hohenlohe-Öhringen
- Fürst Friedrich Karl zu Hohenlohe-Waldenburg-Schillingsfürst
- Graf Franz Xaver von Königsegg-Aulendorf
- Fürst Ernst zu Löwenstein-Wertheim-Freudenberg
- Fürst Karl zu Löwenstein-Wertheim-Rosenberg gefolgt 1908 von seinem Sohn Aloys, Fürst zu Löwenstein-Wertheim-Rosenberg
- Graf Reinhard von Neipperg
- Fürst Karl zu Oettingen-Wallerstein
- Graf Gottfried von Pückler-Limpurg
- Fürst Bertram von Quadt zu Wykradt und Isny, bzw. ab 1911 stellvertretend dessen Sohn Otto Maria Erbgraf von Quadt zu Wykradt und Isny
- Graf Otto von Rechberg und Rothenlöwen zu Hohenrechberg
- Graf Heinrich von Schaesberg-Thannheim († 1910), gefolgt 1911 von Joseph Graf von Schaesberg-Thannheim
- Fürst Albert von Thurn und Taxis, als Standesherr nie anwesend.
- Fürst Maximilian von Waldburg zu Wolfegg und Waldsee
- Fürst Georg von Waldburg zu Zeil-Trauchburg und Wurzach
- Fürst Alfred zu Windischgrätz, als Standesherr nie anwesend.

### Vertreter der Ritterschaft
- Graf Heinrich Adelmann von Adelmannsfelden
- Freiherr Otto von Breitschwert († 1910)
- Freiherr Friedrich von Gaisberg-Schöckingen
- Freiherr Franz von König-Fachsenfeld
- Freiherr Johann Otto von Ow-Wachendorf
- Freiherr Erwin von Seckendorff-Gudent
- Freiherr Franz Schenk von Stauffenberg
- Freiherr Georg von Woellwarth-Lauterburg

### Auf Lebenszeit ernannte Mitglieder
- Freiherr Herrmann von Bilfinger, 1911 ernannt und eingetreten
- Otto von Buhl
- Karl von Cronmüller, 1911 ernannt und eingetreten
- Wilhelm von Gessler, legte sein Mandat 1908 nieder
- Albert von Heß († 1911)
- Hermann von Kern
- Friedrich August von Landerer
- Heinrich von Mosthaf, 1908 ernannt und eingetreten
- Carl Friedrich von Schall († 1911)

### Vertreter der evangelischen Landeskirche
- Präsident des Konsistoriums: Viktor von Sandberger, bis 1910, gefolgt von Hermann von Habermaas
- Präsident der Landessynode: Hermann von Zeller
- Karl von Berg, Generalsuperintendent von Ludwigsburg
- Paulus von Braun, Generalsuperintendent von Hall, 1912 gefolgt von Theodor von Hermann, Generalsuperintendent von Reutlingen

### Vertreter des Bistums Rottenburg
- Bischof von Rottenburg: Paul Wilhelm von Keppler (nie anwesend)
- Vertreter des Domkapitels von Rottenburg: Paul von Moser († 1912 ), gefolgt von Franz Xaver Reck
- Vertreter der katholischen Dekane: Joseph Müller

### Vertreter der Universität Tübingen
- Max von Rümelin, bis 1908, nachgerückt ist Otto Heinrich Wendt († 1911), gefolgt von Carl von Sartorius

### Vertreter der TH Stuttgart
- Jakob Johann von Weyrauch, 1907 aus gesundheitlichen Gründen ausgeschieden, nachgerückt ist Eugen Mörike

### Vertreter der Landwirtschaft
- Karl Mayer, 1910 Mandatsniederlegung aus gesundheitlichen Gründen, gefolgt von Rudolf Ruoff
- Rudolf Schmid

### Vertreter von Handel und Industrie
- Julius von Jobst
- Albert von Melchior

### Vertreter des Handwerks
- Karl Schindler († 1912), gefolgt von Julius Lorenz

## Mitglieder der Württembergischen Kammer der Abgeordneten (Zweite Kammer)
37. und 38. Landtag:

Alterspräsident: Nikolaus Bantleon (DP)

Präsident: Friedrich Payer (VP)

1. Vizepräsident: Johannes Baptist von Kiene (Zentrum)

2. Vizepräsident: Heinrich von Kraut (BdL/Konservative)

### Die Abgeordneten der sieben „guten Städte“
| Stadt       | Name                                                                      | Partei       |
| ----------- | ------------------------------------------------------------------------- | ------------ |
| Stuttgart   | Karl Kloß ( † 1908) Georg Reichel (trat am 8. Mai 1908 in die Kammer ein) | SPD          |
| Stuttgart   | Friedrich Fischer                                                         | SPD          |
| Stuttgart   | Berthold Heymann                                                          | SPD          |
| Stuttgart   | Julius Baumann                                                            | DP           |
| Stuttgart   | Hermann Hiller                                                            | Konservative |
| Stuttgart   | Heinrich von Gauß                                                         | VP           |
| Tübingen    | Theodor Liesching                                                         | VP           |
| Ludwigsburg | Ferdinand Schnaidt († 1910)                                               | VP           |
| Ludwigsburg | Otto Hoffmeister                                                          | parteilos    |
| Ellwangen   | Karl Walter                                                               | Zentrum      |
| Ulm         | Albert Mayer († 1909)                                                     | VP           |
| Ulm         | Philipp Wieland                                                           | DP           |
| Heilbronn   | Carl Betz                                                                 | VP           |
| Reutlingen  | Friedrich Payer                                                           | VP           |

### Die Abgeordneten der Oberämter desNeckarkreises
| Stadt             | Name                       | Partei |
| ----------------- | -------------------------- | ------ |
| Backnang          | Robert Kaeß                | VP     |
| Besigheim         | Christian Schmid           | VP     |
| Böblingen         | Christian Leibfried        | VP     |
| Brackenheim       | Friedrich von Balz         | DP     |
| Cannstatt         | Leonhard Tauscher          | SPD    |
| Esslingen         | Max von Mülberger          | DP     |
| Heilbronn (Amt)   | Wilhelm Schäffler († 1910) | SPD    |
| Heilbronn (Amt)   | August Hornung             | SPD    |
| Leonberg          | Carl Immendörfer († 1911)  | BdL    |
| Leonberg          | Jonathan Roth              | BdL    |
| Ludwigsburg (Amt) | Wilhelm Keil               | SPD    |
| Marbach           | Theodor Wolff              | BdL    |
| Maulbronn         | Albert Rösler              | VP     |
| Neckarsulm        | Wilhelm Vogt               | BdL    |
| Stuttgart (Amt)   | Karl Hildenbrand           | SPD    |
| Vaihingen         | Eugen Eisele               | VP     |
| Waiblingen        | Gottlob Hahn               | VP     |
| Weinsberg         | Albert Barth               | BdL    |

### Die Abgeordneten der Oberämter desJagstkreises
| Stadt           | Name                                           | Partei       |
| --------------- | ---------------------------------------------- | ------------ |
| Aalen           | Viktor Rembold                                 | Zentrum      |
| Crailsheim      | Ernst Berroth († 1911)                         | BdL          |
| Crailsheim      | Robert Schäffer                                | FVP          |
| Ellwangen (Amt) | Joseph Dambacher                               | Zentrum      |
| Gaildorf        | Johann Schock                                  | VP           |
| Gerabronn       | Friedrich Haußmann († 1907)                    | VP           |
| Gerabronn       | Wilhelm Augst                                  | VP           |
| Gmünd           | Alfred Rembold                                 | Zentrum      |
| Hall            | Karl Förstner                                  | DP           |
| Heidenheim      | Friedrich Andreas Graf                         | Konservative |
| Künzelsau       | Karl Röder                                     | DP           |
| Mergentheim     | Wilhelm Häffner                                | DP           |
| Neresheim       | Michael Schmid                                 | Zentrum      |
| Öhringen        | Friedrich Schrempf                             | BdL          |
| Schorndorf      | Heinrich Beißwanger                            | BdL          |
| Welzheim        | Johannes von Hieber (1910 Mandat niedergelegt) | DP           |
| Welzheim        | Gottfried Kinkel                               | SPD          |

### Die Abgeordneten der Oberämter desSchwarzwaldkreises
| Stadt            | Name                                     | Partei       |
| ---------------- | ---------------------------------------- | ------------ |
| Balingen         | Conrad Haußmann                          | VP           |
| Calw             | Emil Staudenmayer                        | VP           |
| Freudenstadt     | Friedrich Schmid († 1909)                | VP           |
| Freudenstadt     | Johannes Gaiser                          | VP           |
| Herrenberg       | Heinrich Guoth († 1909)                  | DP           |
| Herrenberg       | Jakob Schmid                             | BdL          |
| Horb             | Franz Xaver Kessler                      | Zentrum      |
| Nagold           | Stephan Schaible                         | Konservative |
| Neuenbürg        | Otto Wasner                              | SPD          |
| Nürtingen        | Gustav Seeger (1908 Mandat niedergelegt) | SPD          |
| Nürtingen        | Gottlieb Kenngott                        | SPD          |
| Oberndorf        | Josef Andre                              | Zentrum      |
| Reutlingen (Amt) | Jakob Kurz                               | SPD          |
| Rottenburg       | Simon Schach                             | Zentrum      |
| Rottweil         | Georg Maier                              | Zentrum      |
| Spaichingen      | Franz Xaver Nessler                      | Zentrum      |
| Sulz             | Wilhelm Böhm                             | DP           |
| Tübingen (Amt)   | Ernst Felger                             | VP           |
| Tuttlingen       | Christian Storz                          | VP           |
| Urach            | Ludwig Bauer († 1911)                    | VP           |
| Urach            | Fritz Henning                            | FVP          |

### Die Abgeordneten der Oberämter desDonaukreises
| Stadt      | Name                       | Partei           |
| ---------- | -------------------------- | ---------------- |
| Biberach   | Franz Xaver Krug           | Zentrum          |
| Blaubeuren | Carl Maier                 | DP               |
| Ehingen    | Johannes Baptist von Kiene | Zentrum          |
| Geislingen | Joseph Herbster            | Zentrum          |
| Göppingen  | Hugo Lindemann             | SPD              |
| Kirchheim  | Wilhelm Beurlen            | VP               |
| Laupheim   | Johannes Schick            | Zentrum          |
| Leutkirch  | Nikolaus Braunger          | Zentrum          |
| Münsingen  | Eugen Theodor Nübling      | BdL/Konservative |
| Ravensburg | Max Schlichte              | Zentrum          |
| Riedlingen | Adolf Gröber               | Zentrum          |
| Saulgau    | Johann Sommer              | Zentrum          |
| Tettnang   | Josef Locher               | Zentrum          |
| Ulm (Amt)  | Gottlieb Haug († 1908)     | BdL              |
| Ulm (Amt)  | Wilhelm Ströbel            | BdL              |
| Waldsee    | Anton Wilhelm Keilbach     | Zentrum          |
| Wangen     | Franz Speth                | Zentrum          |

### Die Abgeordneten des I. Landeswahlkreises (Neckar- und Jagstkreis)
| Name                                 | Partei       |
| ------------------------------------ | ------------ |
| Adam Dietrich                        | SPD          |
| Hugo Elsas                           | VP           |
| Franz Feuerstein                     | SPD          |
| Eugen Graf                           | Zentrum      |
| Heinrich von Kraut                   | Konservative |
| Franz Kübel                          | DP           |
| Johannes Löchner                     | VP           |
| Freiherr Wilhelm Pergler von Perglas | Konservative |
| Louis Schlegel                       | SPD          |

### Die Abgeordneten des II. Landeswahlkreises (Schwarzwald- und Donaukreis)
| Name              | Partei  |
| ----------------- | ------- |
| Nikolaus Bantleon | DP      |
| Gustav Hanser     | Zentrum |
| Theodor Körner    | BdL     |
| Hermann Mattutat  | SPD     |
| Eugen Nägele      | VP      |
| Eugen Reihling    | VP      |
| Joseph Späth      | Zentrum |
| Johannes Weber    | Zentrum |